# Lona Cultural Sandra de Sá

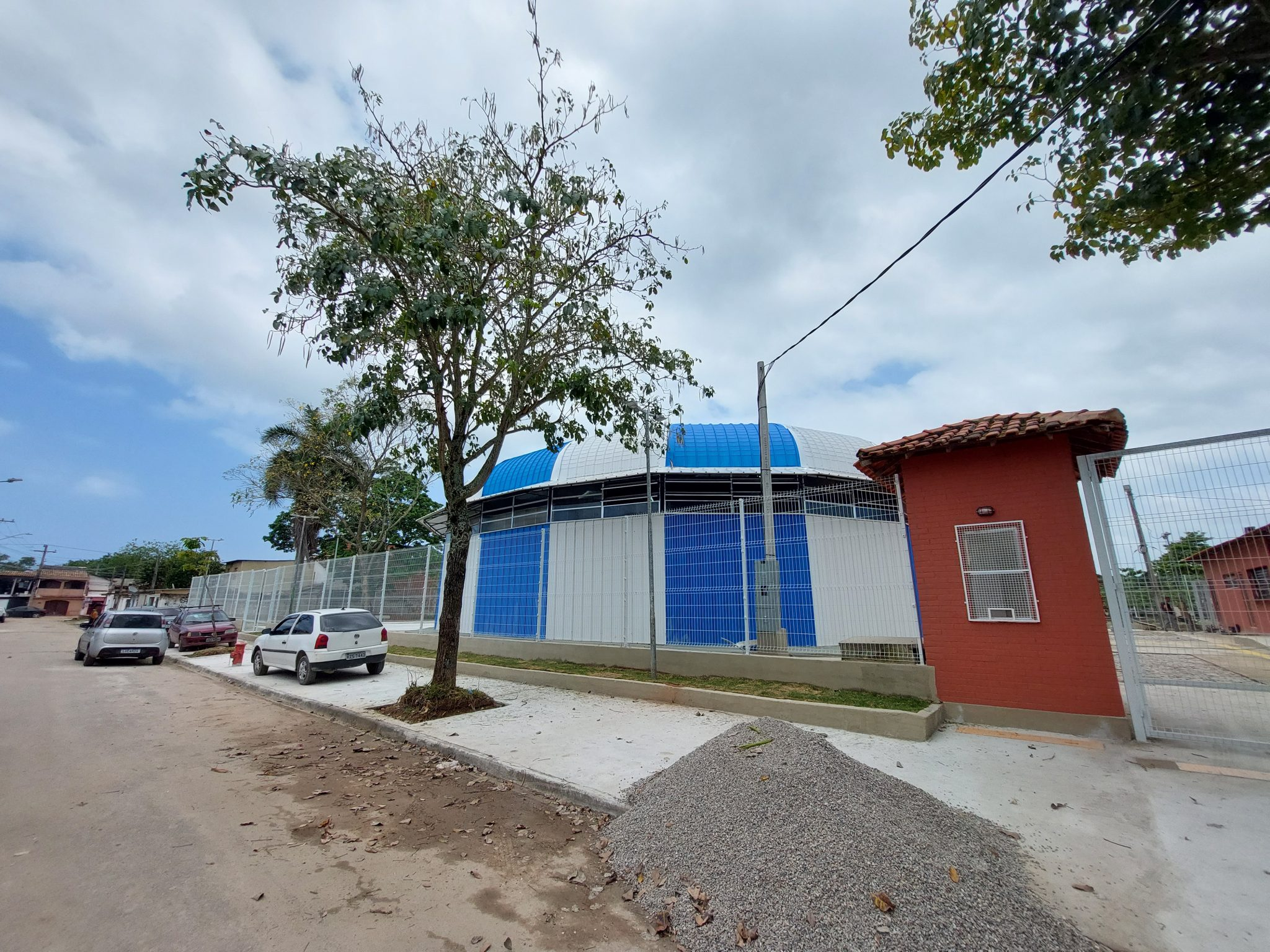
Areninha Carioca Sandra Sá

Areninha Carioca Sandra  Sá é um espaço cultural municipal, na qual são desenvolvidas atividades teatrais, shows musicais, oficinas de teatro, dança, violão, artes visuais e artesanato.
A antiga Lona Cultural Sandra de Sá foi transformada em Areninha durante a gestão do Secretário Municipal de Cultura do Rio de Janeiro Marcus Faustini (na gestão do prefeito Eduardo Paes),  recebendo obra de modernização e se tornando um espaço com melhor climatização, acústica e acessibilidade
Faz parte de uma série de equipamentos culturais administradas pela secretaria de culturas da prefeitura municipal do Rio de Janeiro e situa-se na Praça do Lote 219, no Conjunto Guandu 1, no bairro de Santa Cruz, possuindo capacidade para 350 pessoas.